# 赖因哈德·里希利
赖因哈德·里希利（德語：Reinhard Rychly，1951年11月7日—），生于罗斯托克，德国前男子竞技体操运动员。他曾代表东德获得1972年夏季奥运会体操比赛男子团体全能铜牌。